# Just Stand Up!
«Just Stand Up!» — пісня, виконана супергрупою поп, R&B, рок та кантрі виконавців під час телевізійного марафону Stand Up to Cancer. Група була об'єднана під назвою Artists Stand Up to Cancer. Живе виконання пісні було показано по каналах ABC, CBS та NBC 5 вересня 2008.

## Виконавці
- Бейонсе
- Керрі Андервуд
- Ріанна
- Майлі Сайрус
- Шеріл Кроу (лише у студійній версії) або Ніколь Шерзінгер (лише у живому виконанні)
- Fergie
- Леона Льюїс
- Кейша Коул
- Наташа Бедінгфілд
- Ліенн Раймс (лише у студійній версії)
- Мелісса Етерідж (лише у студійній версії)
- Мері Джей Блайдж
- Ciara
- Мерая Кері
- Ашанті

## Список композицій
- CD-сингл

1. "Just Stand Up!" – 3:37
2. "Just Stand Up!" (живе відео) – 4:28

## Чарти
| Чарт (2008)                          | Місце |
| ------------------------------------ | ----- |
| Australian Singles Chart             | 39    |
| Austrian Singles Chart               | 73    |
| Canada (Canadian Hot 100)            | 10    |
| Irish Singles Chart                  | 11    |
| Italian Singles Chart                | 7     |
| New Zealand Recorded Music NZ        | 19    |
| Swedish Singles Chart                | 51    |
| UK Singles (Official Charts Company) | 26    |
| US Billboard Hot 100                 | 11    |
| US Adult Contemporary (Billboard)    | 12    |
| US Adult Top 40 (Billboard)          | 25    |
| US Hot R&B/Hip-Hop Songs (Billboard) | 27    |
| US Mainstream Top 40 (Billboard)     | 20    |